# Muzaffer İlhan Erdost

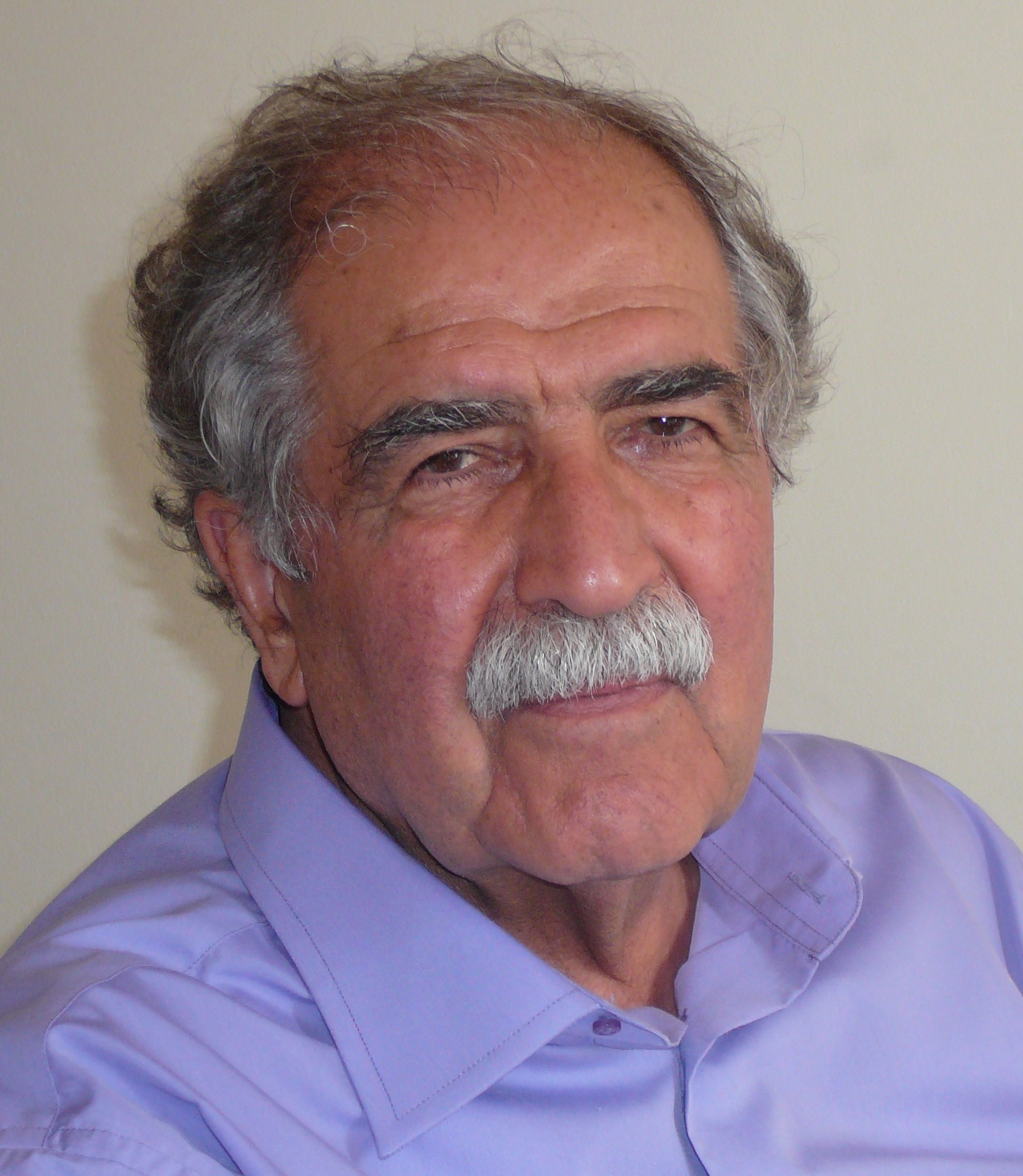
Muzaffer İlhan Erdost (2010)

Muzaffer İlhan Erdost (* 18. September 1932 in Artova; † 25. Februar 2020 in Ankara) war ein türkischer Schriftsteller, Verleger und Publizist.

## Leben
Geboren wurde er als Muzaffer Erdost. Den zusätzlichen Vornamen nahm er nach dem Tod seines jüngeren Bruders İlhan 1980 im Militärgefängnis an. Erdost studierte Veterinärmedizin an der Universität Ankara und arbeitete anschließend von 1958 bis Mitte 1963 bei der Tageszeitung Ulus. Bereits 1958 gab er als erstes Buch Henri Allegs La Question bei seinem eigens gegründeten Verlag Açık Oturum heraus. In den Jahren von 1963 bis 1965 leistete er als Veterinärmediziner im Range eines Offiziersanwärters (Yedek subay) seinen Militärdienst im Gebiet um Şemdinli, im äußersten Südosten der Türkei. Seine Eindrücke vom Stammesleben, von den Sitten, von der Armut und Rückständigkeit beschrieb er auf Wunsch des Chefredakteurs der Ulus in einer Reportage. Später sollte er sie noch einmal überarbeiten und in Buchform herausgeben, die „Şemdinli Röportajı“ („Die Şemdinli-Reportage“). Nach Ende seines Militärdienstes kam er in Kontakt mit dem Marxismus und gründete den Verlag Sol Yayınları („Linke Publikationen“). In den Jahren 1967 und 1968 arbeitete er ferner als Chefredakteur der Zeitung Pazar Postası. Aus dieser Zeit stammen auch seine Schriften zur İkinci Yeni, einer literarischen Strömung, deren Namen Erdost prägte.
Anfang der 1970er Jahre, nach dem zweiten Militärputsch, wurde Erdost zu 37,5 Jahren Haft verurteilt. Die Jahre 1971–1974  verbrachte Erdost im Ankaraner Gefängnis und kam aufgrund einer Amnestie frei. Im März des politisch turbulenten Jahres 1980 wurde Erdost erneut verhaftet und verbrachte einige Zeit in verschiedenen Haftanstalten. Diese Haftzeit beschrieb er unter dem Titel „Şöyle bir geçtim Cezaevlerinden“.
Am Abend des 7. November, wenige Wochen nach dem Militärputsch in der Türkei 1980, wurde Muzaffer Erdost erneut verhaftet und sein jüngerer Bruder İlhan mit ihm. İlhan starb noch am selben Tag an den Folgen der Prügel im Gefängnis. Seither trug Muzaffer zusätzlich den Vornamen seines jüngeren Bruders.
Im Jahre 1996 geriet er wieder aufgrund seiner Publikationen in Konflikt mit der Justiz. Sein Üç Sivas wurde verboten. Ein Gericht verurteilte Erdost zunächst zu einer hohen Geldstrafe, die ihm später erlassen wurde.
Erdost schrieb Essays, Gedichte, Kritiken, Reportagen, Tagebücher in Briefform (İlhan'a Mektuplar, „Briefe an İlhan“) und Analysen wie „Die Produktionsbedingungen der Stämme in Şemdinli“. Seine Schriften sind vielfach weltanschaulich vom Marxismus geprägt. Er war ferner Mitbegründer und bis zuletzt Vorsitzender der türkischen Menschenrechtsorganisation „Türkiye İnsan Hakları Kurumu Vakfı“ (TİHAK). Erdost starb im Februar 2020 nach langer Krankheit im Alter von 87 Jahren und wurde auf dem Karşıyaka-Friedhof neben seiner 2013 gestorbenen Frau Rana Erdost beigesetzt, die ebenfalls Publizistin war.